# Synagoga w Starachowicach
Synagoga w Starachowicach – zbudowana w 1905 roku przy dzisiejszej ulicy Niskiej 5  w ówczesnym Wierzbniku. Podczas II wojny światowej Niemcy doszczętnie zniszczyli synagogę. Po wojnie gmina sprzedała działkę prywatnemu właścicielowi.